# Semaeopus vinodiscata
Semaeopus vinodiscata là một loài bướm đêm trong họ Geometridae.